# (163119) Timmckay
(163119) Timmckay est un astéroïde de la ceinture principale.

## Description
(163119) Timmckay est un astéroïde de la ceinture principale. Il fut découvert le 9 janvier 2002 à l'observatoire d'Apache Point par le programme Sloan Digital Sky Survey. Il présente une orbite caractérisée par un demi-grand axe de 2,28 UA, une excentricité de 0,08 et une inclinaison de 2,8° par rapport à l'écliptique.

## Compléments